# Џоу Енлај
Џоу Енлај (ранија транскрипција Чу Енлај) (упрошћени кинески: 周恩来; традиционални кинески: 周恩來; пинјин: Zhōu Ēnlái; романизовани мандарински: Chou En-lai) (5. март 1898 — 8. јануар 1976) је био познати  и истакнути кинески државник и дипломата, један од најистакнутијих руководилаца Кинеске револуције, премијер од 1949. године до смрти и шеф дипломатије од 1949. године до 1958. године.
Џоу Енлај је рођен 5. марта 1898. године. Током грађанског рата двадесетих и тридесетих година 20. века био је најближи сарадник Мао Цедунга. Заслужан је за успостављање јединственог фронта кинеских комуниста и Куоминтанга у борби против јапанских окупатора. После проглашења Народне Републике Кине постао је први председник владе од октобра 1949. до јануару 1976. године. До 1971. године САД су спречавале да НР Кина буде призната у УН, а њено место у УН до тада је заузимала делегација куоминтаншке Кине, тј. Тајван. Због тога, Енлаи је иницирао нормализацију односа са САД, па је Кина од октобра 1971. године постала члан Савета безбедности УН уместо Тајвана. Његовом заслугом дошло је 1972. године до историјске посете Ричарда Никсона Кини.
Помогао је да се Кина након Културне револуције ослободи радикалних елемената. Од око 1971. године нарушено здравље Мао Цедунга довело је до успона жене Мао Цедунга и тројице преосталих припадника Четворочлане банде. Чоу Енлај их је отворено критиковао последњих година свога живота. Последњих година свог живота подржао је успон Денг Сјаопинга, каснијег покретача модернизације Кине. Замислио је Денга као свог наследника на месту председника владе, па је 1974. године наговорио Мао Цедуна, да Денга постави на место потпредседника владе. На самрти у јануару 1976. године је окупио већину војних команданата и тражио да спрече смењивање Денг Сјаопинга које припремају његови противници.

## Младост
Џоу Енлај је рођен у Хуајану, у провинцији Ђангсу, 5. марта 1898. године, као први син свог огранка породице Џоу. Породица Џоу је пореклом из Шаосинга у провинцији Џеђанг. Током касне династије Кинг, Шаоксинг је био познат као дом породица као што је Џоу, чији су чланови радили као владини „чиновници“ (師爷, шије) генерацију за генерацијом. Да би напредовали на лествици у државној служби, мушкарци у овим породицама често су морали да буду премештени, а у касним годинама династије Ћинг, огранак породице Џоу Енлаја се преселио у Хуајан. Чак и након пресељења, међутим, породица је наставила да види Шаосинг као своју прадомовину.
Џоуов деда, Џоу Панлонг, и његов рођак, Џоу Ђуенанг, били су први чланови породице који су се преселили у Хуајан. Панлонг је очигледно положио покрајинске испите, а Џоу Енлај је касније тврдио да је Панлонг служио као судија који је управљао округом Хуајан. Џоуов отац, Џоу Јиненг, био је други од четири сина Џоу Панлонга. Џоуова мајка, по презимену Ван, била је ћерка истакнутог званичника Ђангсуа.
Као и многи други, економско богатство Џоуове велике породице научника и званичника је десетковано великом економском рецесијом коју је Кина претрпела крајем 19. века. Џоу Јиненг је имао репутацију поштења, благости, интелигенције и бриге за друге, али је такође сматран „слабим“ и са „недостатком дисциплине и одлучности“. Био је неуспешан у личном животу и лутао је по Кини радећи у разне послове, боравећи у Пекингу, Шандонгу, Анхуеју, Шенјангу, Унутрашњој Монголији и Сечуану. Џоу Енлај се касније сећао свог оца како је увек био одсутан од куће и генерално неспособан да издржава своју породицу.
Убрзо након рођења, Џоу Енлаја је усвојио најмлађи брат његовог оца, Џоу Јиган, који је био болестан од туберкулозе. Очигледно, усвојење је договорено зато што се породица плашила да ће Јиган умрети без наследника. Џоу Јиган је умро убрзо након усвајања, а Џоу Енлаја је подигла Јиганова удовица, чије је презиме било Чен. Мадам Чен је такође била из научничке породице и стекла је традиционално књижевно образовање. Према Џоуовом сопственом извештају, он је био веома близак са својом усвојитељском мајком и од ње је стекао трајно интересовање за кинеску књижевност и оперу. Госпођа Чен је научила Џоа да чита и пише у раном детињству, а Џоу је касније тврдио да је са шест година прочитао чувени народни роман Путовање на Запад. Са осам година је читао друге традиционалне кинеске романе, укључујући „Водена маргина“, „Романса о три краљевства“ и „Сан о Црвеној одаји“.
Џоуова мајка Ван умрла је 1907. када је Џоу имао 9 година, а његова усвојитељица Чен 1908. када је Џоу имао 10 година. Џоуов отац је радио у Хубеју, далеко од Ђангсуа, тако да су се Џоу и његова два млађа брата вратили у Хуајан и живели са очевим преосталим млађим братом Јикуј у наредне две године. Године 1910, Џоуов ујак Јигенг, старији брат његовог оца, понудио је да брине о Џоу. Породица у Хуајану се сложила и Џоу је послат да остане код свог ујака у Манџурији у Шенјангу, где је Џоу Јигенг радио у владиној канцеларији.

### Образовање
У Шенјангу, Џоу је похађао Донггуанску моделну академију, школу модерног стила. Његово претходно образовање се у потпуности састојало од школовања код куће. Поред нових предмета као што су енглески и наука, Џоу је такође био изложен списима реформатора и радикала као што су Лијанг Ћичао, Канг Јувеј, Чен Тијанхуа, Цоу Ронг и Џанг Бинглин. У узрасту од четрнаест година, Џоу је изјавио да је његова мотивација за образовање била да „постане велики човек који ће у будућности преузети тешке одговорности у земљи.“ Године 1913, Џоуов ујак је премештен у Тјенђин, где је био премештен у Тјенђин, где је Џоу је уписао у чувену средњу школу Нанкај.
Нанкај средњу школу је основао Јан Сју, истакнути научник и филантроп, а на челу са Џханг Болингом, једним од најважнијих кинеских просветних радника 20. века. Нанкајеве методе подучавања биле су необичне по савременим кинеским стандардима. У време када је Џоу почео да похађа, усвојио је образовни модел који се користио на Филипсовој академији у Сједињеним Државама. Репутација школе, са „високо дисциплинованом“ дневном рутином и „строгим моралним кодексом“, привукла је многе ученике који су касније постали истакнути у јавном животу. Џоуови пријатељи и другови из разреда били су од Ма Јуна (раног комунистичког вође погубљеног 1927) до К. Ц. Вуа (касније градоначелника Шангаја и гувернера Тајвана под Националистичком партијом). Џоуови таленти су такође привукли пажњу Јан Сјуа и Џанга Болинга. Јан је посебно ценио Џоуа, помажући му да плати студије у Јапану и касније Француској.
Јан је био толико импресиониран Џоуом да је охрабрио Џоуа да ожени његову ћерку, али је Џоу одбио. Џоу је касније изнео разлоге за своју одлуку да не ожени Јанову ћерку свом другу из разреда, Џангу Хонгхау. Џоу је рекао да је одбио брак јер се плашио да његови финансијски изгледи неће бити обећавајући и да ће Јан, као његов свекар, касније доминирати његовим животом.